# Xylophragma
Xylophragma Sprague,  es un género de plantas de la familia Bignoniaceae que tiene siete especies de árboles.

## Descripción
Son bejucos, con las ramitas teretes con campos glandulares interpeciolares conspicuos; pseudoestípulas triangulares a ovadas, cortas, agudas. Hojas 3-folioladas o 2-folioladas con 1 zarcillo simple o cicatriz de zarcillo; folíolos ovado- a obovado-rómbicos, ápice agudo a acuminado, puberulentos en el envés con tricomas mayormente dendroides, membranáceos a cartáceos. Inflorescencia un racimo lateral comprimido o una panícula racemosa, cada flor con 2 brácteas subyacentes angostas, dendroide-pubescentes, flores rojo purpúreas; cáliz cupular, 5–9 mm de largo, estrellado-pubescente, 5-dentado; corola tubular-campanulada, 3.5–6.2 cm de largo, gruesamente dendroide-pubescente por fuera; tecas divaricadas; ovario ahusado-cilíndrico, densamente lepidoto; disco cupular-pulvinado. Cápsula oblongo-redondeada, aplanada, 5.5–16 cm de largo y 3.4–5 cm de ancho, obscura cuando seca, inconspicuamente lepidota; semillas 2-aladas con alas hialino-membranáceas.

## Taxonomía
El género fue descrito por Thomas Archibald Sprague  y publicado en Hooker's Icones Plantarum 28: t. 2770. 1903. La especie tipo es: Xylophragma pratense

## Especies seleccionadas
| - Xylophragma heringerianum - Xylophragma heterocalyx - Xylophragma myrianthum | - Xylophragma pratense - Xylophragma seemanniana - Xylophragma seemannianum - Xylophragma xanthophyllum |